# Stazione di Kumegawa
La stazione di Kumegawa (久米川駅?, Kumegawa-eki) è una stazione ferroviaria della città di Higashimurayama, nell'area metropolitana di Tokyo, ed è servita dalla linea Shinjuku delle Ferrovie Seibu, a circa 25 km di distanza dal capolinea di Seibu-Shinjuku.

## Linee
Ferrovie Seibu
● Linea Seibu Shinjuku

## Struttura
La stazione si trova in superficie ed è dotata di due marciapiedi laterali con due binari passanti, collegati al fabbricato viaggiatori da un sovrappassaggio.
| 1 | ● Linea Seibu Shinjuku | per Higashi-Murayama, Tokorozawa, Haijima e Hon-Kawagoe |
| 2 | ● Linea Seibu Shinjuku | per Kami-Shakujii, Takadanobaba e Seibu-Shinjuku        |

## Stazioni adiacenti
| «                    | Servizio             | »                    |
| Linea Seibu Shinjuku | Linea Seibu Shinjuku | Linea Seibu Shinjuku |
| -------------------- | -------------------- | -------------------- |
| Kodaira              | Locale               | Higashi-Murayama     |
| Kodaira              | Semiespresso         | Higashi-Murayama     |
| Kodaira              | Espresso             | Higashi-Murayama     |
| Transito             | Espresso pendolari   | Transito             |